# Кейс, Джордж
Джордж Кейс (George Keys) (родился 12 декабря 1959 года в Бервуде, Крайстчерч, Новая Зеландия) являлся членом сборной Новой Зеландии по академической гребле, завоевавшей олимпийскую бронзовую медаль на летних Олимпийских играх 1988 года в Сеуле. Кейс завоевал эту медаль в четверке вместе с Яном Райтом, Грегом Джонстоном (Greg Johnston), Крисом Уайтом и Эндрю Бердом (Andrew Bird), (загребным).
На летней Олимпиаде-1984 в Лос-Анджелесе Кейс соревновался на восьмерке, которая финишировала четвёртой.